# 森桂一
森 桂一（もり けいいち、1904年8月10日 - 1988年3月16日）は、洋画家、美術教育者。
岐阜県恵那市生まれ。号・林人子。1928年東京美術学校卒。同年帝展初入選。1952年千葉大学教育学部教授、1970年定年退官、名誉教授。1975年千葉明徳短期大学学長、81年退任、名誉学長。1974年勲三等旭日中綬章受勲。

## 著書
- 『美術と教育の間』展望社 1963
- 『美術と教育の話』展望社 1968

### 共編著
- 『美術教育概説』倉田三郎共編 美術出版社 1961
- 『水彩画の基礎』戸田健夫共著 ダヴィッド社 1973

### 翻訳
- レーマー・ドッド 等著 [The Voice of America編『現代アメリカの視覚芸術』上昭二共訳 ダヴィッド社 1963
- ラファエル・エレンダー『デッサン基礎』ダヴィッド社 1965

## 注
1. ↑  20世紀日本人名事典